# Akt (Charis, Santa Monica)

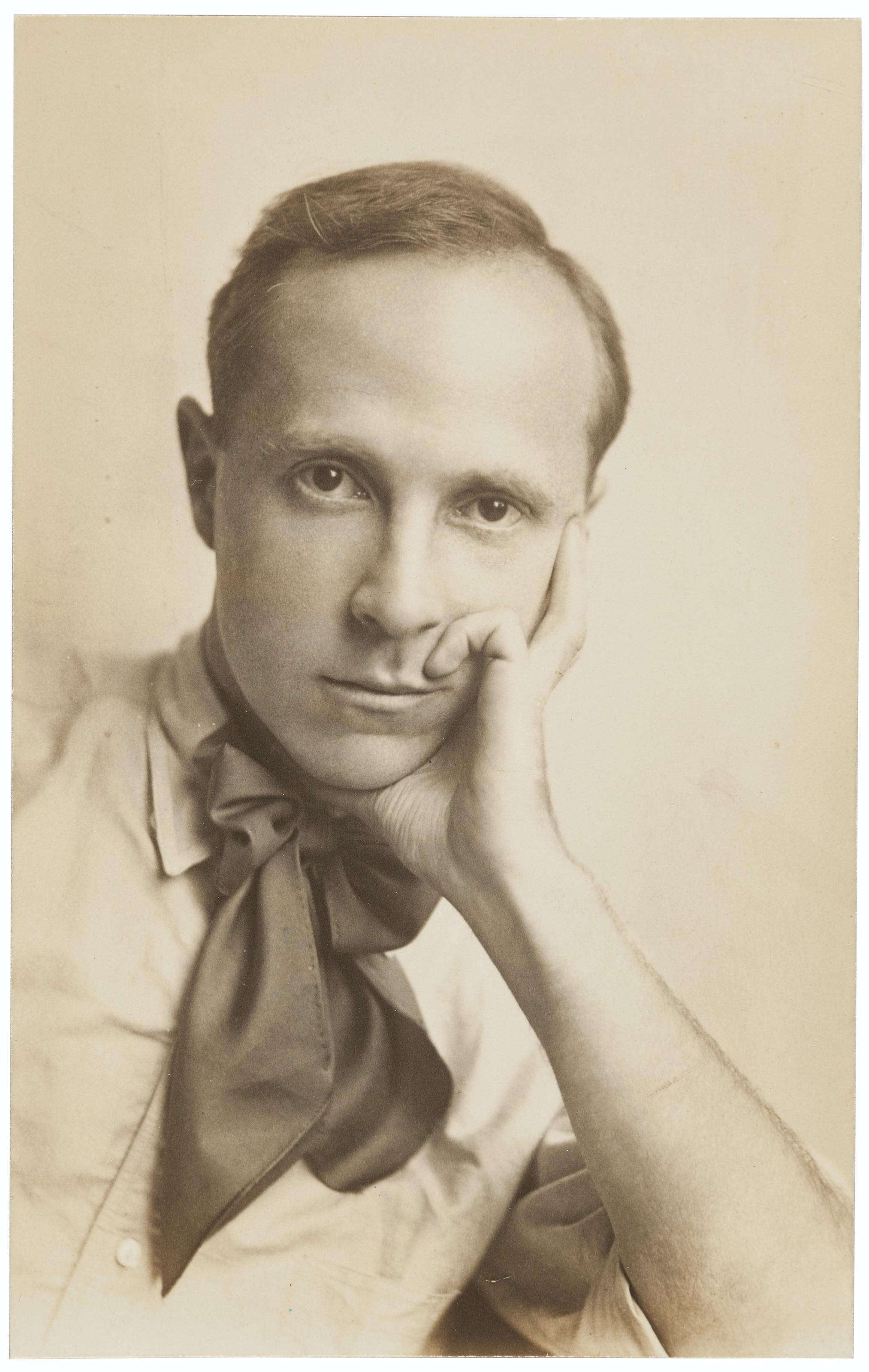
Rae Davis: Edward Weston, asi 1914

Nude (Charis, Santa Monica) je fotografie pořízená Edwardem Westonem v roce 1936. Je na ní akt ženy s rukama obtočenýma kolem nohou, zatímco sedí na dece v jasném slunečním světle před tmavými dveřmi. Dynamická rovnováha světla a tmy zdůrazňuje křivky a úhly ženského těla; zároveň její tvář a všechny nejmenší náznaky intimních oblastí jsou před pohledem diváka skryty. To umožňuje divákovi soustředit se na ruce, nohy, chodidla a dlaně. Je to obraz nahé ženy, který se zaměřuje spíše na formy těla než na sexualitu. Modelkou byla jeho múza a asistentka Charis Wilsonová, se kterou se o rok později oženil. 

## Fotografování
Období velké hospodářské krize na počátku třicátých let bylo tvrdé a těžce dopadalo na Westona, který se navzdory své relativní slávě snažil naplnit své cíle. Na počátku roku 1935 zavřel své studio v Glendale a přestěhoval se se svými třemi syny Brettem, Coleem a Neilem na do domu na Mesa Road č. p. 446 v Santa Monice v Kalifornii. Dům byl skromný dvoupokojový bungalov s omezeným prostorem pro všechny čtyři. Později v tom roce požádal Wilsonovou, aby se k němu připojila a ona se brzy přistěhovala. Všem pěti se podařilo ve společném prostoru žít několik let.
Weston a Wilsonová si nárokovali hlavní ložnici, která obsahovala velkou sluneční terasu směrem na západ k oceánu a ke slunci. Právě tady fotografoval Wilsonovou, když ve slunečném dni seděla na vlněné přikrývce, protože povrch stříbrné terasy vystavené slunci byl příliš horký pro nahou pokožku. Později na to Charis vzpomínala: 
Seděla jsem ve dveřích ložnice s místností ve stínu za mnou. I tehdy bylo světlo téměř mocně jasné. Když jsem se naklonila hlavu, abych se do něho  nedívala, Edward řekl: „Takhle vydrž!“ Nikdy nebyl spokojený se stínem na pravé paži a nikdy nebyl spokojený s rozcuchanými vlasy a sponkami nakřivo. Ale když vidím tu fotografii, vzpomínám si, jak Edward zkoumal pečlivě každý tisk lupou, aby se rozhodl, jestli pošle poštou i kvůli několika viditelným chloupkům.

Na rozdíl od mnoha dřívějších Westonových snímků nezanechal žádnou informaci o svých záměrech nebo pocitech ohledně této konkrétní fotografie. Po mnoho let si psal rozsáhlé poznámky o své fotografii, které nazýval Daybooks (Deníky), ale náhle jej přestal psát dva roky před tím, než pořídil tuto fotografii. Později napsal: „Pobaveně obviňuji Ch[aris] za to, že jsem si střihl svůj styl jako spisovatel – na tomto obvinění může být něco pravdy – ale faktem je, že jsem neměl moc času, ani nezbytnou samotu pro udržování intimního deníku.“ Bez ohledu na to, co v té době pociťoval, se obraz stal jednou z jeho nejpublikovanějších fotografií a jednou z ikon fotografie 20. století.

## Pozorování
Historička fotografie Nancy Newhallová napsala, že v tomto obrazu Weston „používal světlo jako dláto.“ Světlo, které miluje nejvíce, je s objektivem téměř souběžné – stejný světelný úhel, při kterém fotografův nový záblesk zplošťuje tváře a hroutí prostor falešnými stíny. Zde ze stínu vyzařuje tělo a samotný stín od jemného útlumu k hlubokému prázdnotě, je stejně aktivní a silný jako světlo.
Další pozorovatel napsal: „V portrétní Charis vystupuje nahá… Weston jí dokáže předat svou nahotu jako formu umění. Je schopen zachytit emocionální stránku Charis a také divákům tohoto umění vytvořit uklidňující pocit emocí. Způsob, jakým světlo kaskáduje po ní, vytváří stíny, které pomáhají konturovat a rámovat její tělo, což dokládá jemné rysy jejího těla jako celku. Weston používá jednoduché pozadí i popředí, aby upozornil na hlavní obraz (Charis).
Někteří spisovatelé si všimli, že ve svých fotografiích Wilsonové Weston změnil svou vizi aktů. Předtím většina jeho aktových studií byly fragmenty těl – trup, ňadra, boky, nohy – izolované od okolního světa. S tímto obrazem „přešel od fotografování anonymního těla k fotografování ženy – a obrazy té ženy, tiše stojící nebo ležící v písečných dunách, byly ikonické.“

## Technické aspekty
Weston pořídil fotografii pomocí své profesionální fotografické velkoformátové kamery 8x10" Ansco s Zeissem 21 cm. Stejně jako vznikla drtivá většina jeho fotografií, udělal jednu expozici. 
Vzhledem k extrémnímu kontrastu mezi jasným sluncem na kůži a tmavými stíny dveří, tisk z tohoto negativu vyžadoval jak zesvětlování tak i ztmavování. V rozsáhlém popisu toho, co Weston učinil, aby vytvořil konečný tisk tohoto obrazu, jeho syn Cole Weston řekl, že všechny stíny na těle, zejména na její pravé paži, musely být „nadrženy“ (zesvětleny), zatímco přikrývka na pravé straně pozitivu musela být „podexponována“ (ztmavena). Každý tisk by pak musel být během vyvolávání v temné komoře pečlivě průběžně zkoumán, aby se ujistil, že je správná rovnováha mezi světlými a tmavými oblastmi.

## Tisky
Všechny výtisky tohoto obrázku jsou na stříbrném želatinovém papíru. Předpokládá se, že Weston udělal asi tucet výtisků tohoto obrazu sám; později pověřil Coleho tiskem dalších kopií. Ty jsou označeny „Negativ: Edward Weston. Tisk: Cole Weston.“ Stejně jako u všech Westonových obrazů jsou výtisky kontaktními kopiemi vytvořenými přímo z negativu. Původní tisky mají velikost 24,2 × 19,3 cm. 
Kopie tisku jsou dnes v Institutu umění v Chicagu, Centru kreativní fotografie, George Eastman House, Muzeu J. Paula Gettyho, Muzeu umění Milwaukee, Nelson-Atkins Museum of Art, Norton Simon Museum a Kalifornské univerzitě v Santa Cruz.
Tisk původně vytvořený v roce 1936 Weston prodal v aukci v roce 2003 za 260.000 dolarů a v roce 2009 za 109.800 dolarů. Jiný snímek Akt, pořízený v roce 1925, koupil v roce 2008 galerista Peter MacGill za 1,6 milionu dolarů.